# Elle Milano
Найпершою і початковою точкою у формуванні стилю Elle Milano була група Psirens, в якій Адам (вокал, клавіші) і Джеймс(барабани) вперше випробували свої музичні таланти.
У 2004 році колектив розпався, а Адам і Джеймс розійшлися по різних проєктах: Адам в Kobe&Konsoles, Джеймс у Je and Juggernauts. Але незабаром хлопці закидають свої сторонні проєкти (які за такий короткий час все ж таки змогли «наплодити» з десяток відмінних треків), щоб створити Elle Milano. Прийнявши в колектив третього учасника Хлої (бас, клавіші), хлопці старанно працюють над створенням матеріалу, підкорюючи серця все нових і нових фанів, і незабаром стають хедлайнерами Британської незалежної арт-кор сцени, але далі цензура йти не дозволяє…
Популярність у вузьких колах дозволяє записати дебютний EP Swearing's For Art Students, виданий вельми невеликим тиражем, оскільки тодішня альтернативна сцена вже ніяк не вважала Elle Milano групою, що підходила під поняття «Формат». Отже, хлопці вирішили почекати з альбомом, а всі свої записані треки виклали на сайті для безкоштовного скачування. Вже тоді з накопиченого матеріалу можна було записувати мінімум два альбоми. Хлопці їздять по турах, дають концерти і ось, у 2007 році, в Інтернет прослизає інформація про вихід дебютного альбому, реліз якого нібито призначений на початок 2008-го. Інфа швидко підтверджується з офіційним виходом нового синглу My Brother, Astronaut.
Ну ось, дочекалися, через 4 роки старий світ звалився, і на світ з'явився Acres Dead Space Cadets. Це все та ж дика і хвилююча музика, що і в ранніх демках.

## Склад гурту
- Adam M. Crisp
- Chloe Joanna
- James Headley
- Alexander Petersen

## Дискографія

### Сингли
- «My Brother, The Astronaut», 5 November 2007

- «Meanwhile in Hollywood…», 31 березня 2008

- «Laughing All the Way to the Plank», 23 червня 2008

### ЕР
- Swearing's for Art Students, 3 квітня 2006

### Acres of Dead Space Cadets
Acres of Dead Space Cadets — перший студійний альбом Elle Milano. Спершу реліз був виданий у Японії 18 лютого 2008 року, а згодом 14 квітня того ж року вже і в Англії. Альбом містить в собі сингли «Meanwhile In Hollywood…», «My Brother, The Astronaut», та «Laughing All the Way to the Plank».

#### Трек-лист
1. Laughing All the Way to the Plank — 2:52
2. Meanwhile In Hollywood… — 3:31
3. My Brother, The Astronaut — 3:19
4. Stepkids in Love — 3:27
5. Carousels — 4:12
6. Curiosity Killed the Popstar — 2:27
7. Katsuki & The Stilletoed Stranger — 2:40
8. I know It's Good But I'm Playing It Down — 3:16
9. The Nightclub is Over — 4:15
10. Wonderfully Wonderful (All the Time) — 3:41
11. This is How It Ends — 2:56
12. Swearing's for Art Students" (Japan bonus) — 2:55
13. Believe Your Own Hype. Always (Japan bonus) — 2:21